# 本杰特
本杰特（Panchet），是印度贾坎德邦丹巴德县的一个城镇。总人口8353（2001年）。

## 人口
该地2001年总人口8353人，其中男性4403人，女性3950人；0—6岁人口989人，其中男545人，女444人；识字率66.91%，其中男性为76.52%，女性为56.20%。